# Кулаков, Владислав Геннадьевич
Владисла́в Генна́дьевич Кулако́в (30 октября 1959, Московская область) — российский литературный критик и филолог, исследователь и публикатор неофициальной русской поэзии второй половины XX века.

## Биография
Родился 30 октября 1959 году в Московской области. Окончил Московский инженерно-физический институт (МИФИ) и Литературный институт им. А. М. Горького.
С 1990-х годов занимается журналистикой (главный редактор журнала «XXL» и др.). Кандидат филологических наук (2000). Живёт в Москве.

## Творчество
В 1980-х годов занимается изучением неофициальной русской поэзии второй половины XX века. С 1989 года публиковал статьи и рецензии о современной русской поэзии в журналах «Знамя», «Новый мир», «Новое литературное обозрение» и др. Значительная часть опубликованных работ представлены в авторских сборниках «Поэзия как факт» (1999), «Постфактум. Книга о стихах» (2007).
В 2000 году защитил кандидатскую диссертацию по филологии на тему «Неофициальная поэзия 1950—1980-х гг. История и поэтика».
Соредактор, вместе с Иваном Ахметьевым, поэтического раздела антологии «Самиздат века», положенного в основу сетевой антологии «Русская виртуальная библиотека».

## Некоторые научные и критические публикации
- Лианозово. История одной поэтической группы // «Вопросы литературы», № 3, 1991; Кулаков, с.11-35.
- Барачная поэзия Игоря Холина как классический эпос новой литературы // НЛО, № 5 (1993), с.206-207; Кулаков, с.157-160.
- О прозе Игоря Холина // НЛО, № 34 (6/1998), с.311-315; Владислав Кулаков. Постфактум: Книга о стихах. — М.: НЛО, 2007. С.183-188.
- Лианозово в Германии // НЛО, № 5 (1993), с.287-288; Кулаков, с.161-163.
- Отделение литературы от государства. Как это начиналось // «Новый мир», № 4, 1994, с.100-112; Кулаков, с.134-156. О группе Черткова. См. здесь вместе со стихами чертковцев и Шатрова (НМ, с.113-132).
- О пользе практики для теории // «Литературная газета», № 52, 1990, с.5; Кулаков, с.35-41. Ответ на статью Б. Гройса «О пользе теории для практики» (ЛГ, № 44).
- Имена предметов // Кулаков, с.79-83. (Первоначально в ж. «Московский наблюдатель», № 2, 1992, с.56, 58; предисловие к публикации прозы и пьес Соковнина.)
- Альфред Теннисон в переводах Михаила Соковнина // Кулаков, с.84-87. Предназначалась для несостоявшейся публикации этих переводов в «Иностранной литературе».
- Бронзовый век русской поэзии? (К вопросу о состоянии поэтического языка) // «Урал», № 6, 1993, с.220-235.
- Конкретная поэзия и классический авангард // Поэтика русского авангарда, с.35-37; Кулаков, с.168-171.
- В рай допущенный заочно // «Новый Мир» 1995, № 2: Рецензия на Леонид Аронзон. Стихотворения и Леонид Аронзон. Избранное; Кулаков, с.198-203.
- Неофициальная ленинградская поэзия 50—70-х годов: Список литературы // НЛО, № 14 (1995), с.312-314. Сост. И. Ахметьев, В. Кулаков.
- Визуальность в современной поэзии: минимализм и максимализм // НЛО, № 16 (1995), с.253-254; Кулаков, с.300-302.
- Минимализм: стратегия и тактика // НЛО, № 23 (1997), с.258-261; Кулаков, с.303-308.
- Пауза скажет вам больше. Минимализм в современной русской поэзии // Minimalismus. Zwischen Leere und Exzess. Wiener Slawisticher Almanach, Sonderband 51 (2001). С. 79-99; Владислав Кулаков. Постфактум: Книга о стихах. — М.: НЛО, 2007. С.199-215.
- Лирика — это то, что требуется… // «Знамя», № 12, 1991, с.222-229; Кулаков, с.42-59. Поэзия «новой волны».
- Просто искусство. Постмодерн и постмодернистская ситуация в поэзии // Гуманитарный фонд, № 23, 1992; Кулаков, с.60-73.
- Поэзия без иллюзий // «Русский курьер», № 18, 1992; Кулаков, с.74-78. По поводу альманаха Личное дело.
- После катастрофы: лирический стих бронзового века // «Знамя», № 2, 1996; Кулаков, с.241-272. В частности, Гандлевский, Айзенберг, Кривулин.
- Поэзия бронзового века: принципы художественной типологии // Вопросы онтологической поэтики. Потаенная литература. — Иваново, 1998.
- Стихи и время // «Новый мир», № 8, 1995, с.200-208; Кулаков, с.217-230. См. также здесь. В том же номере два отклика на эту статью: И. Роднянской и Ю. Кублановского.
- СМОГ: взгляд из 1996 года // НЛО, № 20 (1996), с.281-292; Кулаков, с.275-291. См. здесь.
- Модернистский гротеск, Обэриу и современная поэзия // Синтаксис (Париж), № 25 (1989).
- Спонтанность и заданность в обэриутской традиции // Кулаков, с.164-167.
- «А профессоров, полагаю, надо вешать»: Антология новейшей русской поэзии «У Голубой Лагуны» Константина Кузьминского // НЛО, № 14 (1995), с.200-208 (на с.216-222 содержание некоторых томов АГЛ); Кулаков, с.204-216.
- Преждевременные итоги // «Новый мир», № 2, 1996, с.211-214; Кулаков, с.236-240. Об антологии «Строфы века» (СТР). См. здесь вместе с другими откликами на книгу.
- По образу и подобию языка: Поэзия 80-х годов // НЛО, № 32 (4/1998), с.202-214; Владислав Кулаков. Постфактум: Книга о стихах. — М.: НЛО, 2007. С.163-179. См. здесь (фрагменты статьи с искажениями).
- Возможность понимания. Несколько слов о салоне «Классики XXI века» // Кулаков, с.298-299.
- Несколько слов об особых заслугах: Речь при вручении Премии Андрея Белого за 2007 г. Всеволоду Некрасову.
- Александр Величанский и концептуализм // Филологические традиции в современном литературном и лингвистическом образовании. Вып.9. Т.1. М.: МГПИ, 2010. С.253-257. В основном, фрагмент предыдущего текста (Пепел слов. Т.1. С.17-21).
- Красовицкий и Аронзон — два центральных мифа новой поэзии // Wiener slawistischer Almanach Band 62. Munchen: Sagner, 2008.

## Высказывания о нём
- «В настоящее время он один из нескольких критиков, которые, основываясь на более или менее общем давнем прошлом культуры, в состоянии смоделировать один из возможных вариантов её ещё необщего недавнего прошлого, принципиально необщего настоящего и бесконечно вариативного будущего». (Валерий Шубинский. Прошлое — настоящее — будущее? Знамя, 2007, № 8.)